# Sint-Jan-op-den-Dijk
Sint-Jan-op-den-Dijk is een klein gehucht op het grondgebied van Uitkerke in de Belgische badstad Blankenberge. In de middeleeuwen was het een afzonderlijke parochie met een kerkje, tegenwoordig is het een landelijk poldergebied met verspreide hoeves.
Het gehucht ligt aan de Blankenbergse Dijk of Gentele. De parochie werd gesticht tussen 1185 en 1228, het jaar waaruit men een oudste vermelding heeft teruggevonden. In 1575 werd de kerk door geuzen vernield. In het begin van de 19de eeuw werd uiteindelijk een kleine kapel gebouwd op de plaats waar de kerk had gestaan. Deze was gewijd aan Sint-Jan, maar kreeg al gauw de naam Sint-Jobskapelletje. Elk jaar in juli wordt vanaf de Sint-Amanduskerk een processie gehouden naar dit kapelletje.
De kern van het gehucht bestaat slechts uit drie hoeves en het Sint-Jobskapelletje.